# Romanid
Romanid é uma língua auxiliar zonal para falantes de línguas românicas, destinada a usar ela sem um estudo prévio. Foi criado pelo professor de língua húngara Zoltán Magyar, que publicou uma primeira versão em maio de 1956 e uma segunda em dezembro de 1957. Em 1984, publicou um livro de frases com uma gramática curta, no qual apresenta uma versão um pouco mais simplificada da linguagem.
A linguagem é baseada nos sentidos das palavras mais comuns em francês, italiano, português e espanhol. Diz-se que é raro, mesmo na Hungria, onde se originou. Segundo o jornal russo Trud, o Romanid, do ponto de vista estrutural, é "consideravelmente mais simples e fácil de aprender que o Esperanto".

## Exemplo
(versão de 1957)

Moy lingva project nominad Romanid fu publicad ja in may de pasad ano cam scientific studium in hungar lingva...
(versão de 1984)
Mi lingua project nominat Romanid esed publicat ja in may de pasat an cam scientific studio in hungar lingua...
(tradução)
Meu projeto linguístico chamado Romanid foi publicado já em maio do ano passado como um estudo científico em húngaro. . .